# Consuelo Kanaga

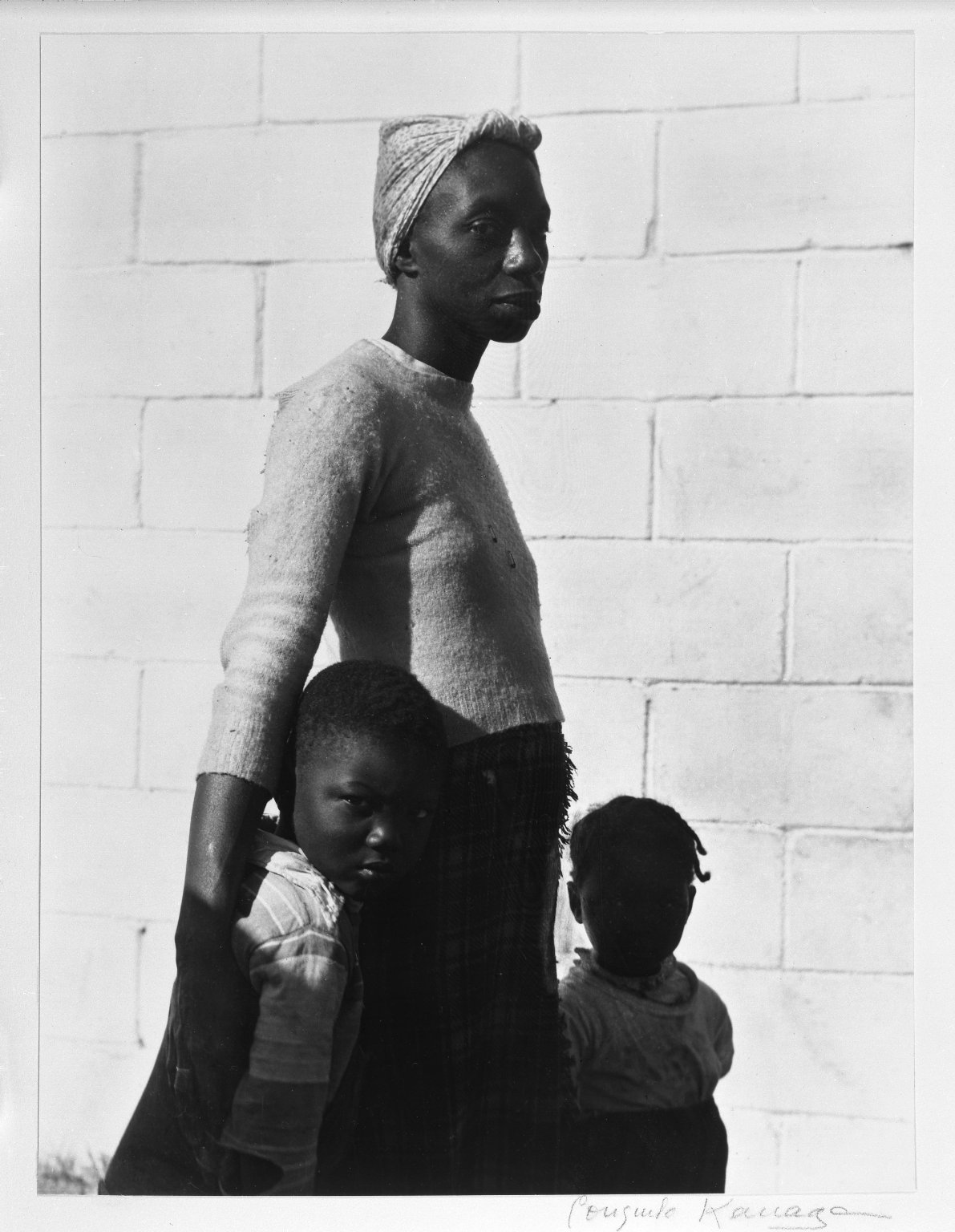
She Is a Tree of Life to Them, foto taget i Florida 1950 och utställt på The Family of Man, 1955.

Consuelo Delesseps Kanaga, född 15 maj 1894 i Astoria, Oregon, död 28 februari 1978 i Yorktown Heights i Westchester County i delstaten New York, var en amerikansk fotograf, som blev känd för sina foton av afroamerikaner.

## Biografi
Consuelo Kanaga var dotter till juristen Amos Ream Kanaga och fastighetsmäklaren Mathilda Carolina Hartwig. Hon växte upp i Oregon. Familjen flyttade 1911 till Larkspur in Marin County, Kalifornien. År 1915 fick Consuelo Kanaga arbete som reporter och deltidsfotograf på San Francisco Chronicle. Hon upptäckte där Alfred Stieglitz tidskrift Camera Work och beslöt att bli fotograf. Dorothea Lange uppmuntrade henne att bli fotograf på heltid. 
Hon var gift 1919–1921 med gruvingenjören Evans Davidson. År 1922 flyttade hon till New York för att arbeta som fotojournalist för tidningen New York Journal-American. 
Den större delen av 1927 tillbringade hon med att fotografera i Frankrike, Tyskland, Ungern och Italien. Under en resa till Tunisien 1928 mötte hon den irländske författaren James Barry McCarthy, som hon gifte sig med. År 1930 flyttade paret från New York till San Francisco. De skildes omkring 1934, varefter hon återvände till New York, där hon började fotografera afroamerikaner i Harlem och gifte sig med målaren Wallace Putnam, med vilken hon levde tillsammans livet ut.
År 1938 anslöt hon sig till fotografkollektivet Photo League, där hon undervisade en yngre generation konstfotografer och ledde dokumentärfotoprojekt.

## Fotografi
Consuelo Kanaga avporträtterade ett antal kända bildkonstnärer och författare på 1930- och 1940-talen, bland andra Milton Avery, Mark Rothko och W. Eugene Smith. Hon var en av få amerikanska fotografer som ofta avporträtterade afroamerikaner, såsom Langston Hughes och Countee Cullen.
Consuelo Kanagas mest kända fotografi är "She Is a Tree of Life to Them," Fotot fick sin titel av Edward Steichen i samband med att han valde ut det till fotoutställningen Family of Man 1955.

## Bildgalleri

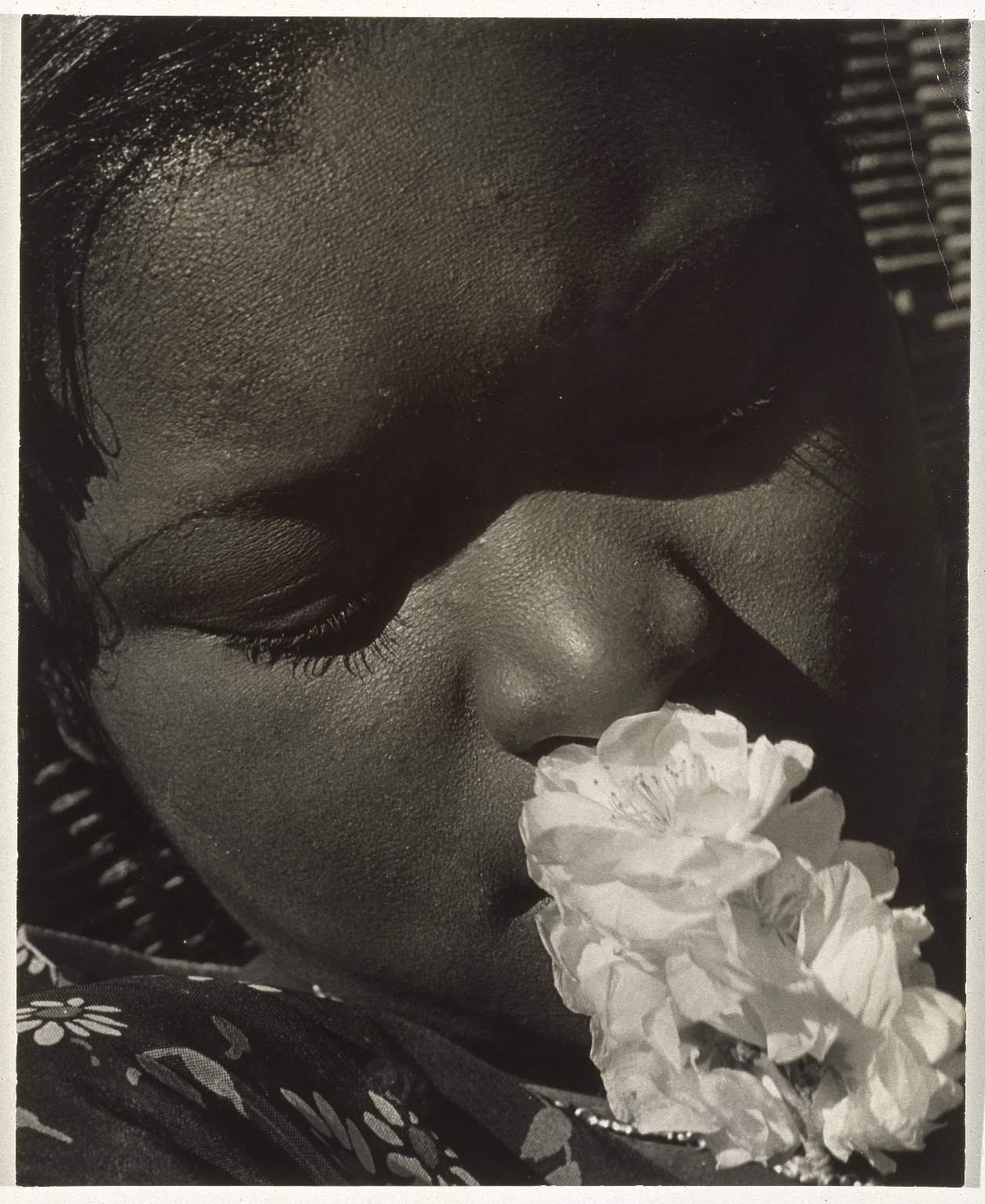
Frances with a Flower, tidigt 1930-tal
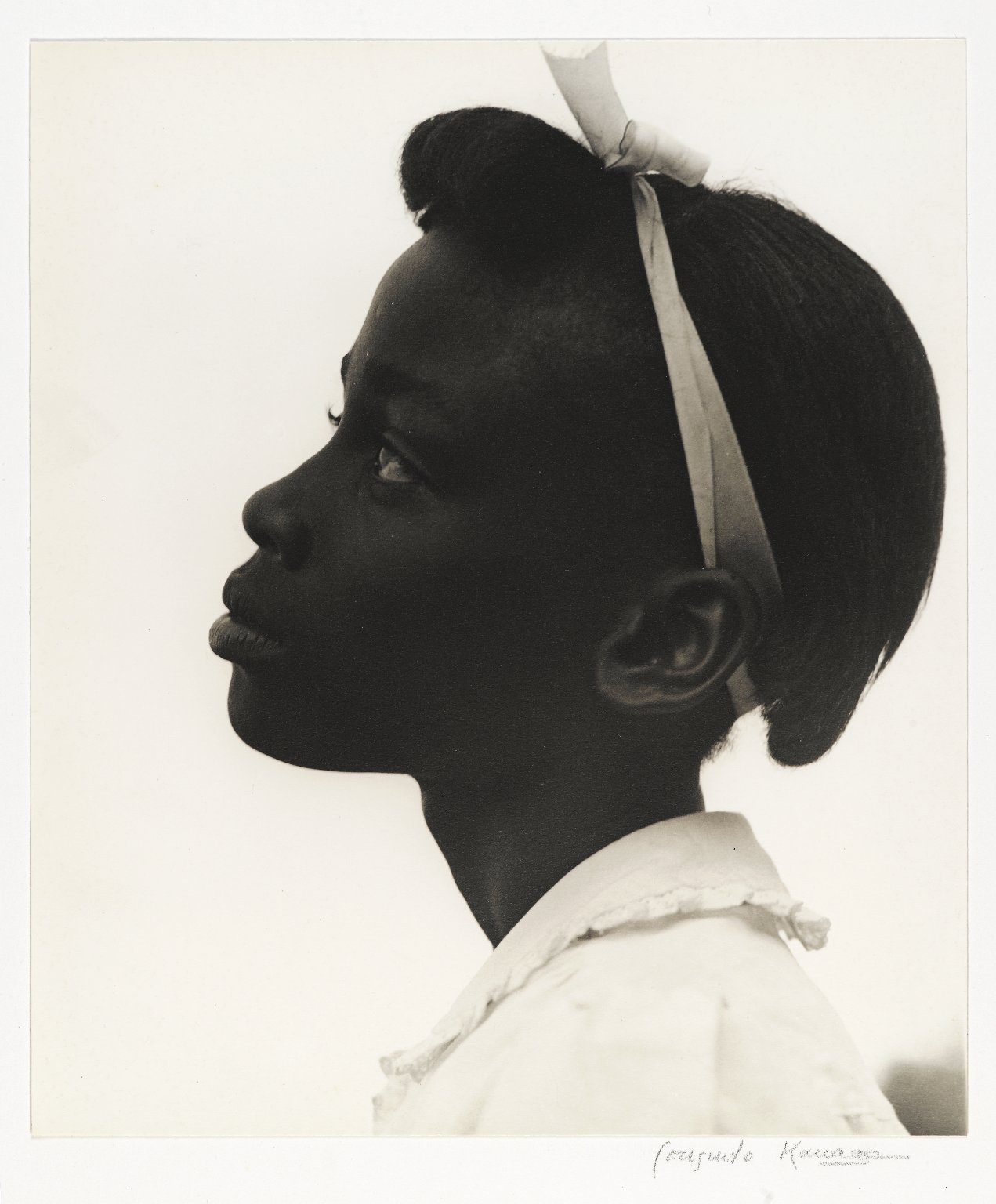
Young Girl in Profile, 1948
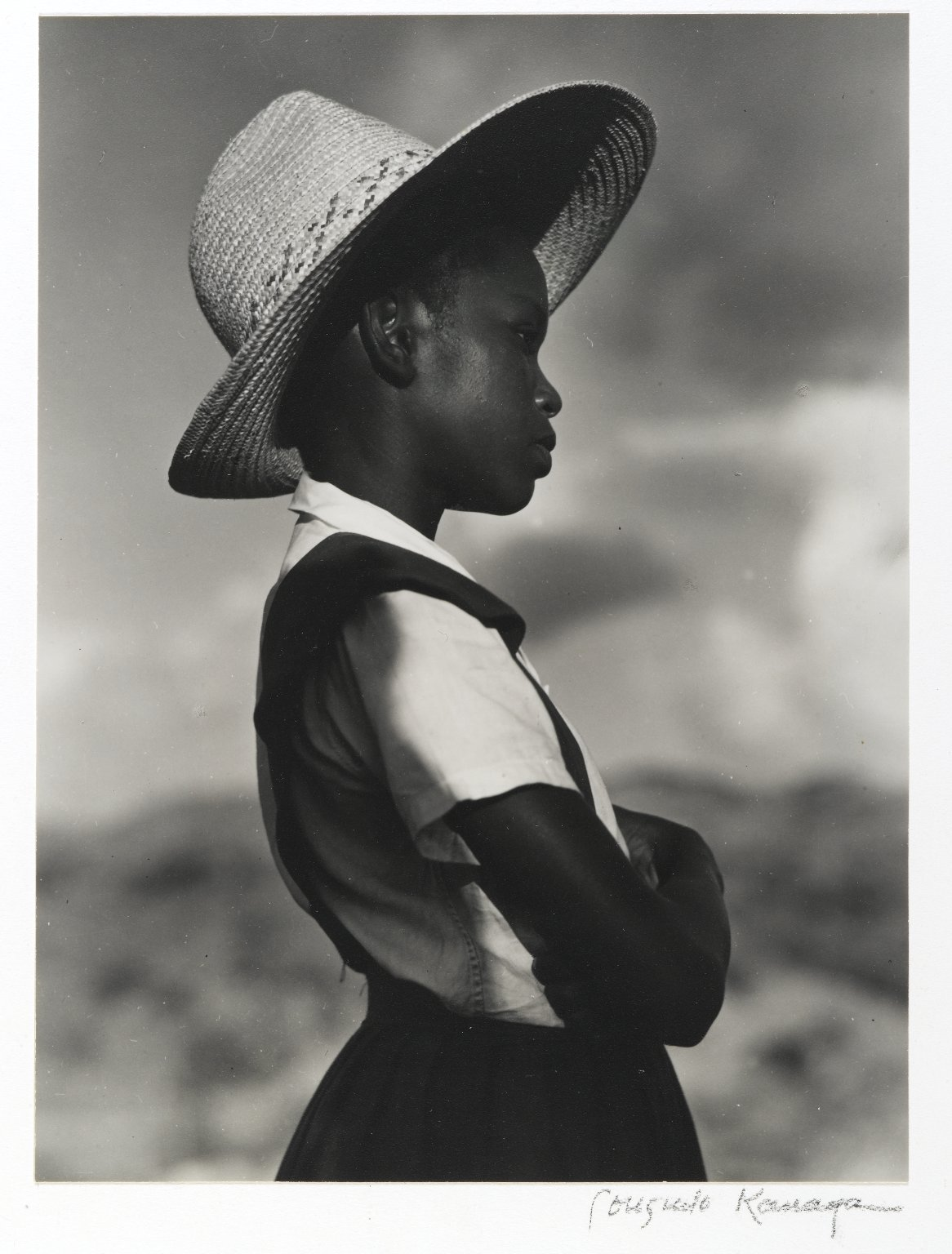
School Girl, St. Croix, 1963
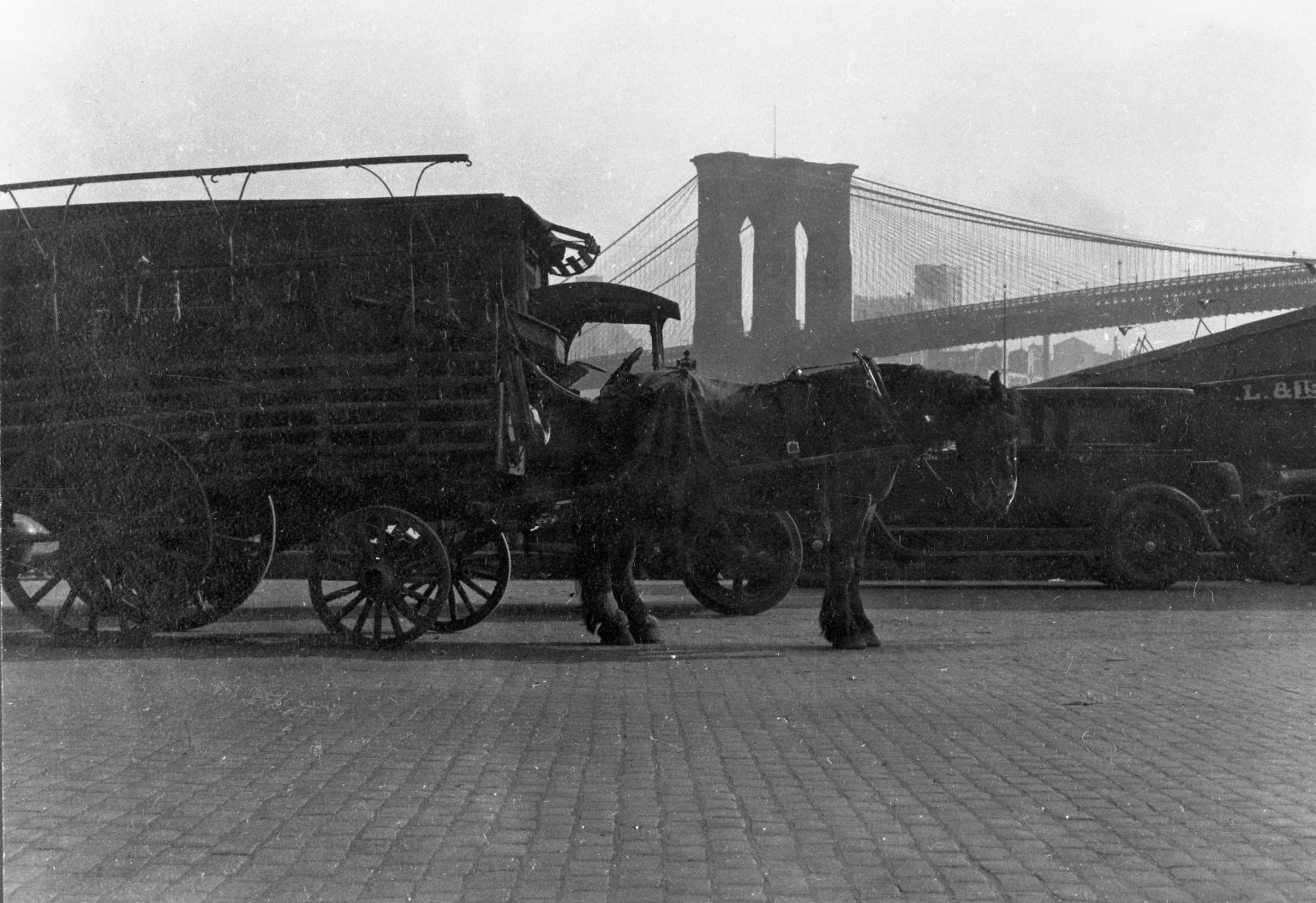
Untitled, (Horse Drawn Wagon), 1922–1924
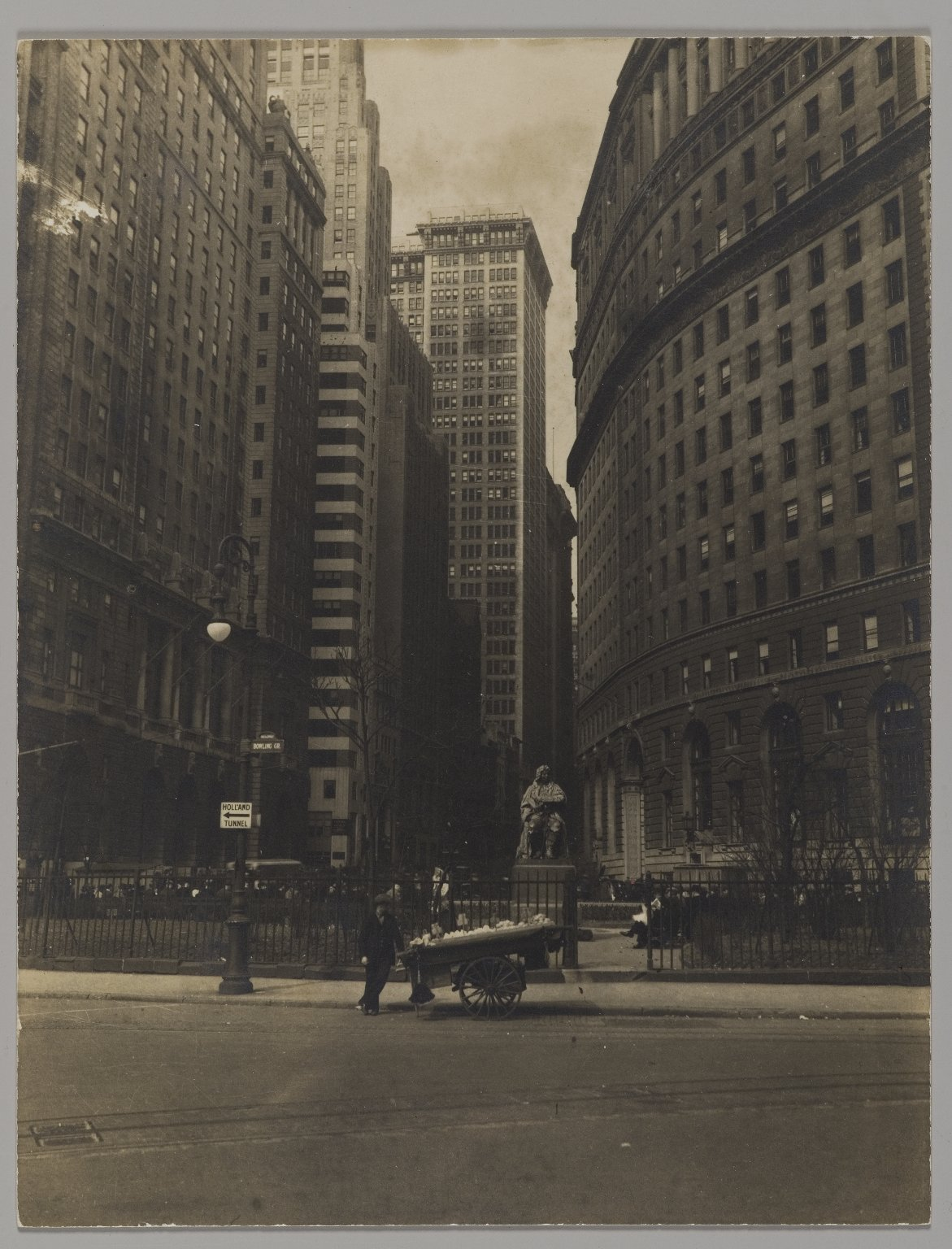
Untitled (Bowling Green, New York)
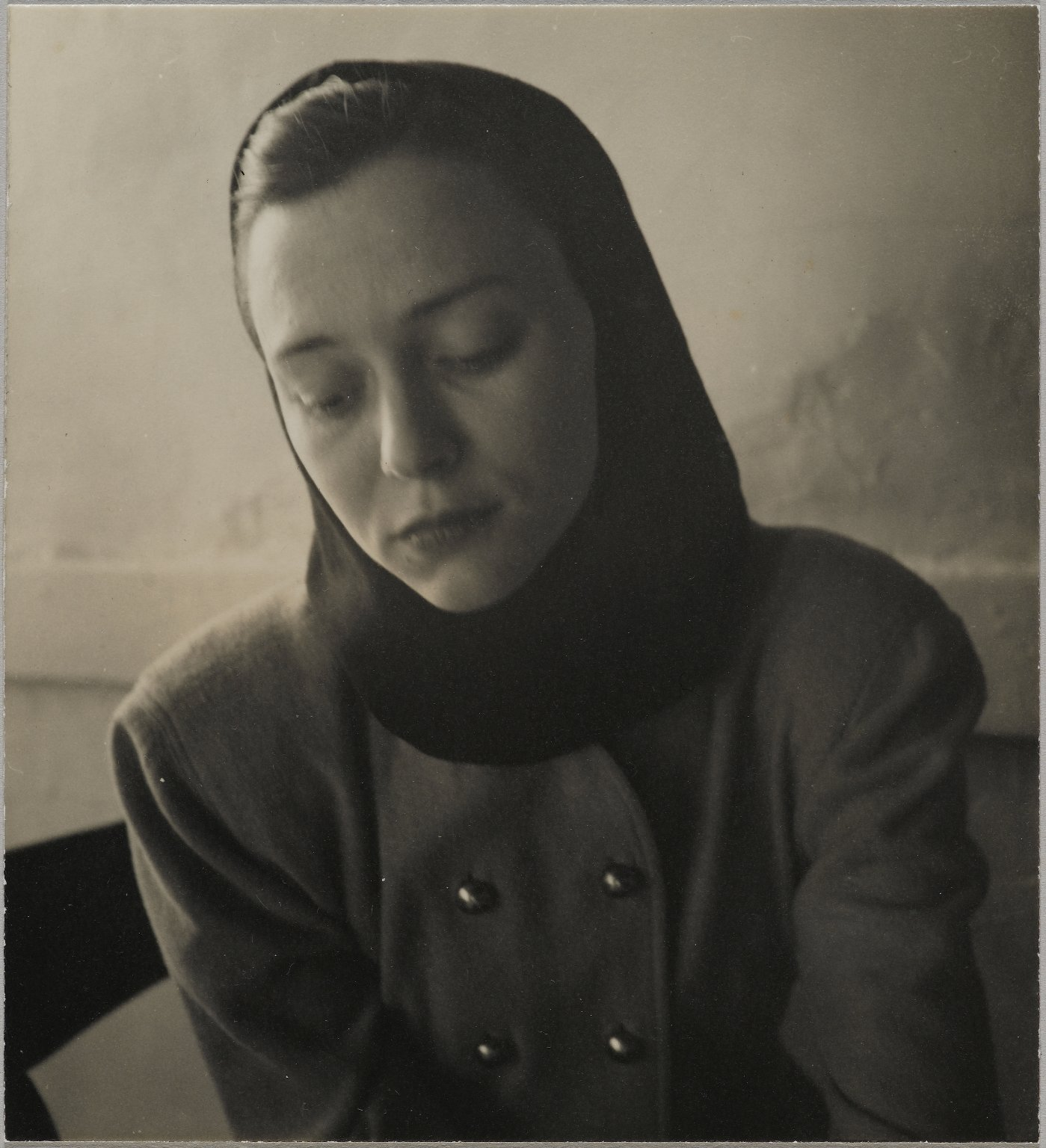
Untitled (Woman in a Hood)
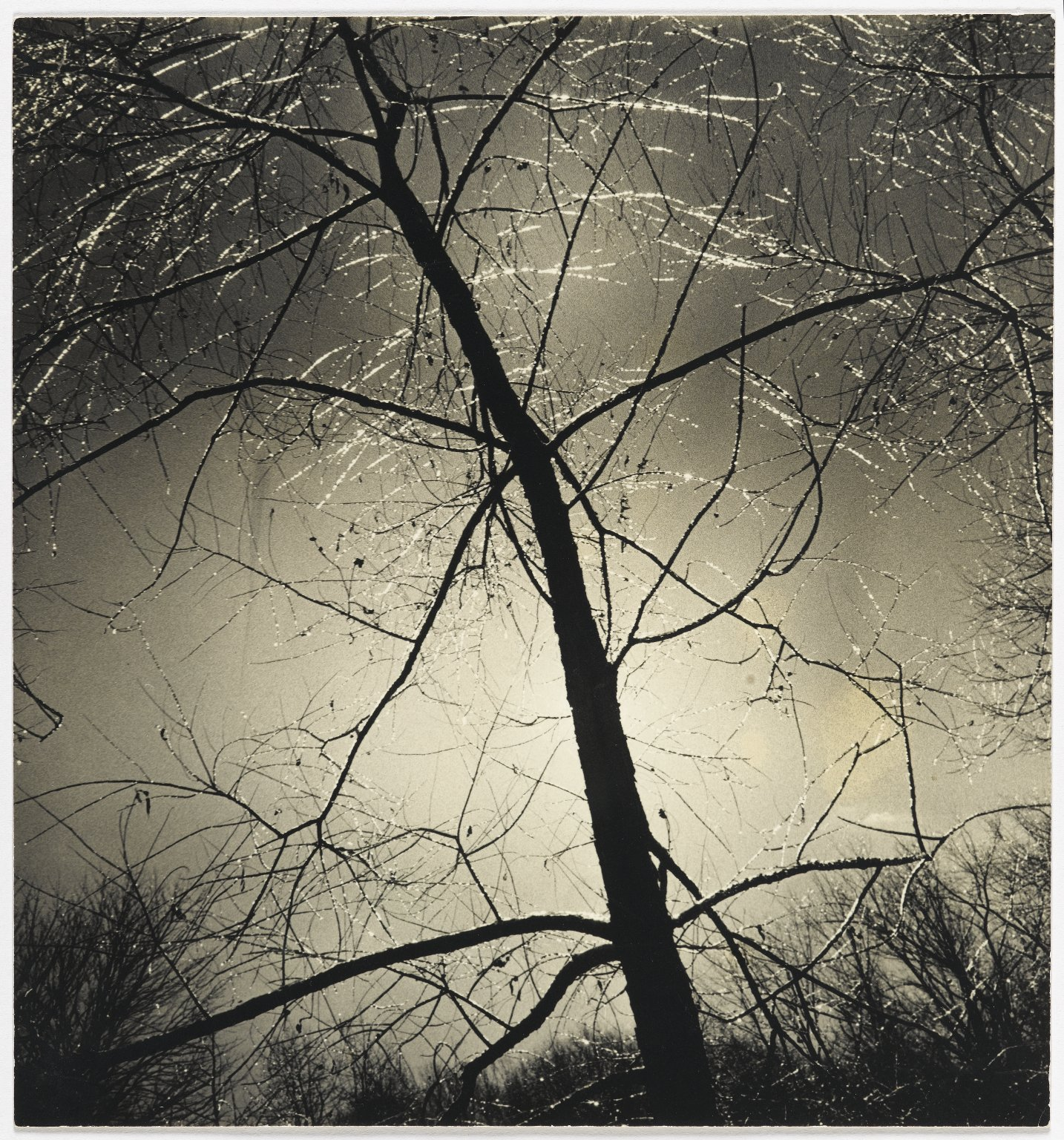
Untitled (Ice Morning, Putnam Pond)
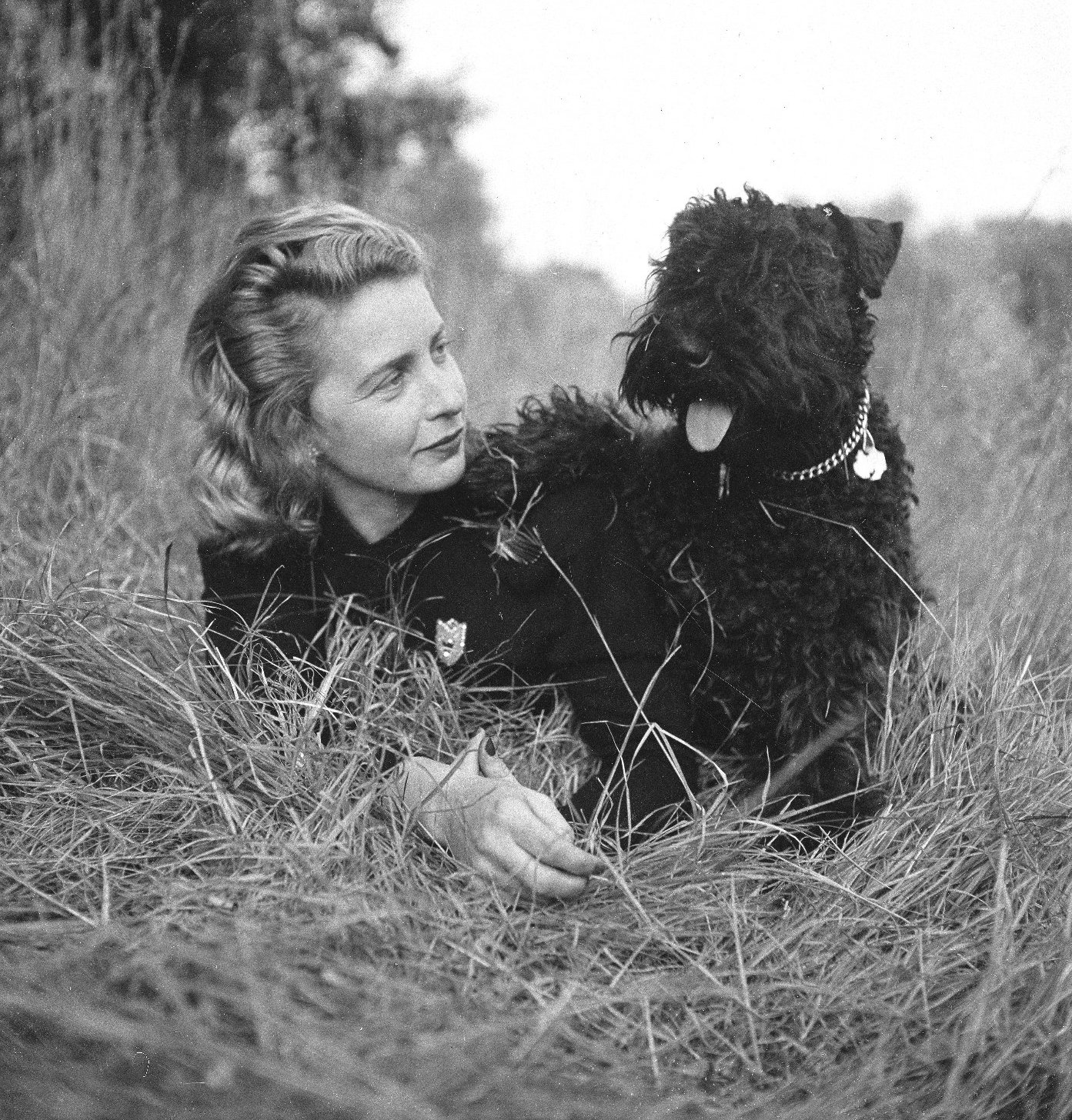
Margaret Wise Brown
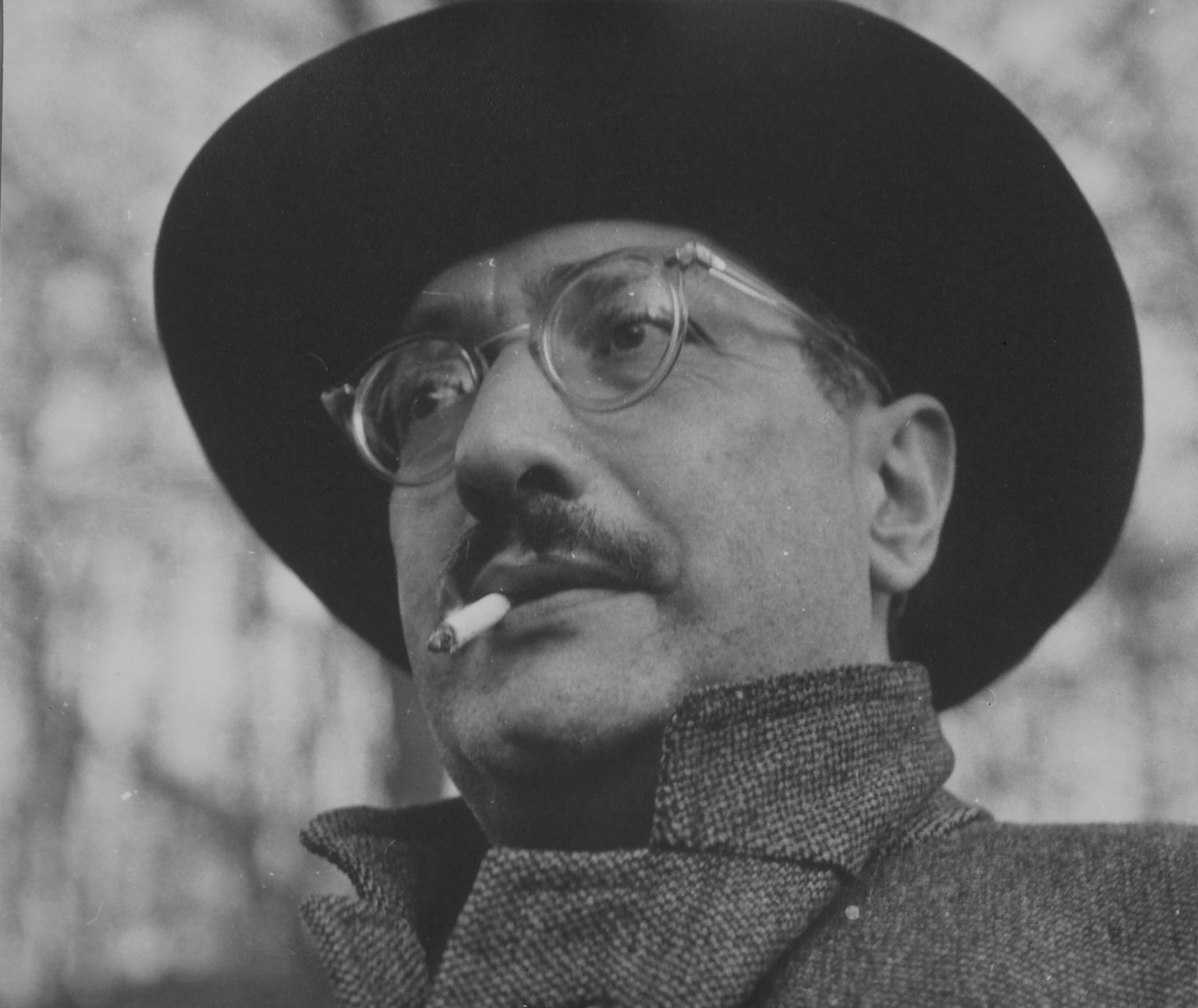
Mark Rothko